# Dangel

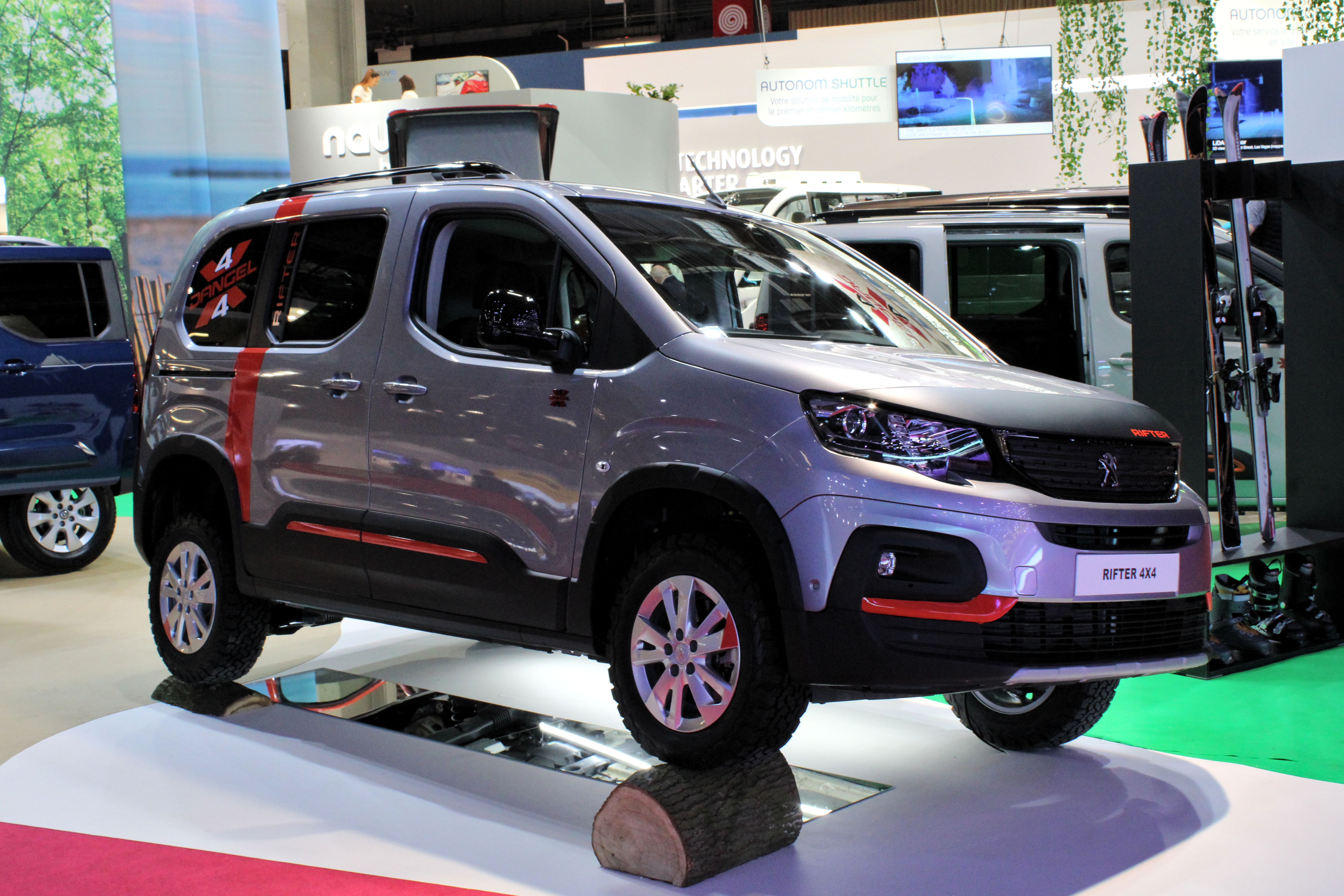
Een Peugeot Rifter, aangepast door Dangel

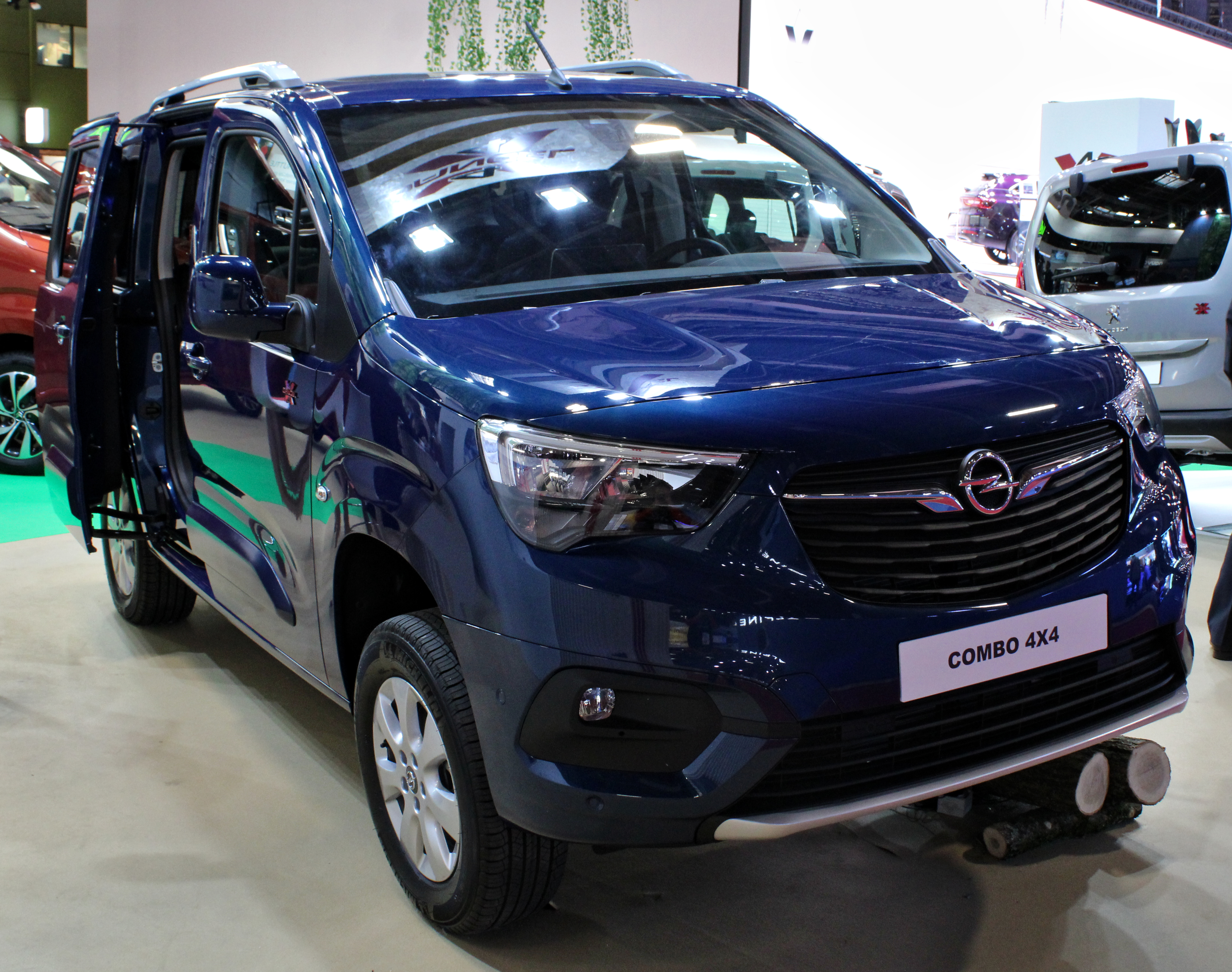
Een Opel Combo, aangepast door Dangel

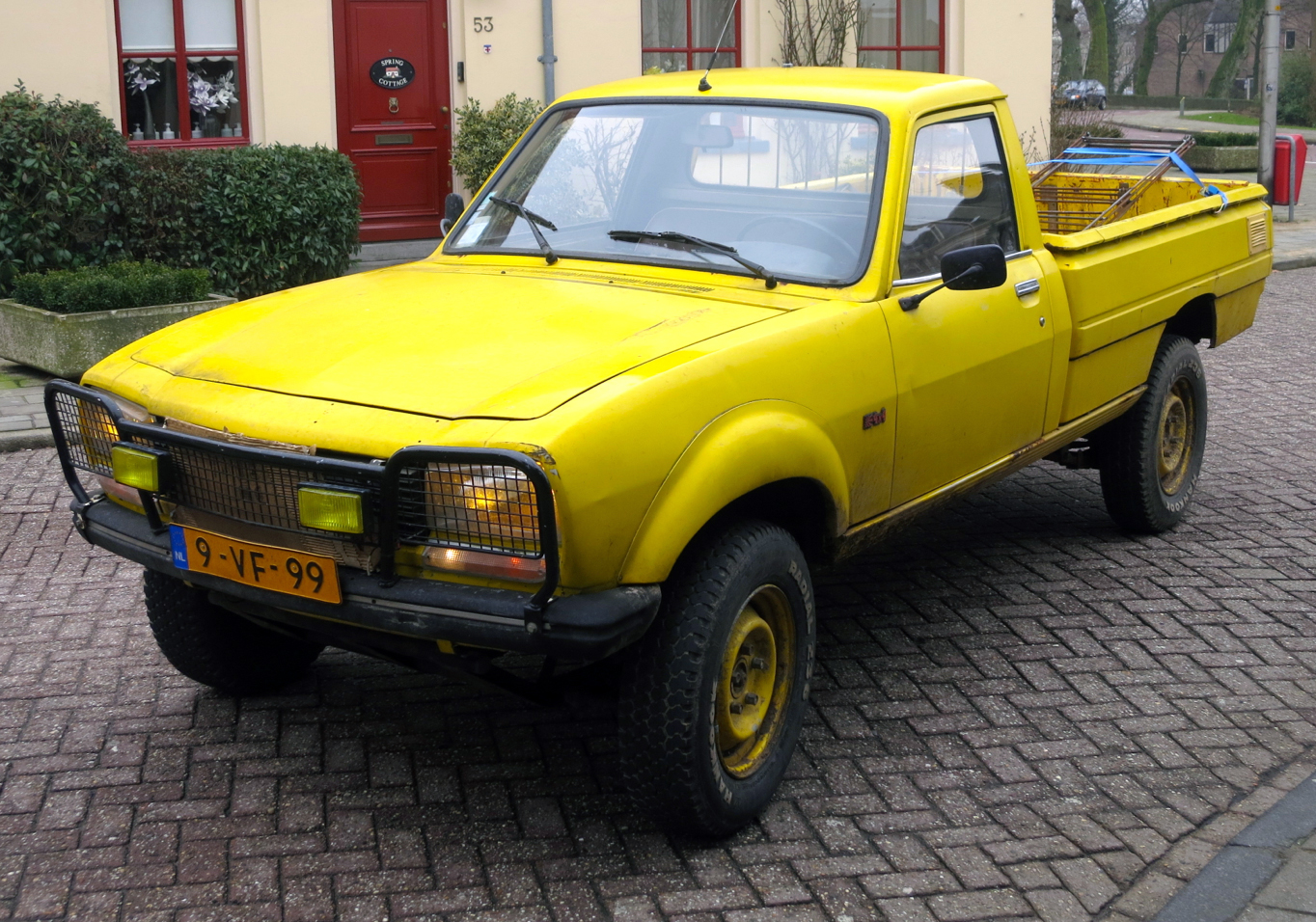
Een door Dangel gemodificeerde Peugeot 504 Pickup

Automobiles Dangel is een Frans bedrijf in de auto-industrie. Het is in 1980 opgericht door Henry Dangel. Het bedrijf is gevestigd in Sentheim (Haut-Rhin), en is gespecialiseerd in het met vierwielaandrijving uitrusten van door PSA Peugeot Citroën geproduceerde auto's die daar standaard niet over beschikken. Het eerste model dat door Dangel werd aangepast was de Peugeot 504.
De wijzigingen bestaan uit het installeren van een systeem voor vierwielaandrijving, het beter beschermen van het carter, het toevoegen van een differentieel voor en/of achter, en het verhogen van de bodemvrijheid.

## Huidige modellen
- Citroën Berlingo (Berlingo 1,6 HDI Dangel Endurance, Performance, Extrême)
- Peugeot Partner (Partner 1,6 HDI Dangel Endurance, Performance, Extrême)
- Citroën Jumper
- Fiat Ducato
- Peugeot Boxer

## Modellen die in het verleden zijn aangepast
- Peugeot 504
- Peugeot 505
- Citroën C15
- Citroën C25
- Peugeot J5